# Ryżkawiczy (stacja kolejowa)
Ryżkawiczy (biał. Рыжкавічы; ros. Рыжковичи) – stacja kolejowa w pobliżu miejscowości Hradzianka, w rejonie szkłowskim, w obwodzie mohylewskim, na Białorusi. Leży na linii Orsza - Mohylew.
Nazwa pochodzi od leżącej w pobliżu dawnej wsi Ryżkawiczy (obecnie jest ona częścią Szkłowa).